# Fairfield (Maine)
Fairfield – miasto w Stanach Zjednoczonych, w stanie Maine, w hrabstwie Somerset.